# Величковский, Борис Митрофанович
Бори́с Митрофа́нович Величко́вский (26 июня 1947, Ногинск, Московская область — 5 января 2022, Москва) — советский и российский психолог, специалист в области фундаментальных и прикладных исследований познавательных процессов, один из основателей междисциплинарных когнитивных исследований в России и за рубежом. Доктор психологических наук, doctor rerum naturalium, член-корреспондент РАН с 29 мая 2008 года по Отделению нанотехнологий и информационных технологий. Один из авторов «Большой Российской энциклопедии».

## Биография
В 1966—1971 годах учился на факультете психологии МГУ и на физическом факультете Берлинского университета им. Гумбольдта. В 1970-е годы работал с А. Н. Леонтьевым и А. Р. Лурия, ассистент А. Р. Лурия по кафедре общей психологии (1971) и доцент (1977) факультета психологии МГУ. Кандидат психологических наук (1973, диссертация «Микроструктурный анализ зрительного восприятия»). В 1970-х годах вместе с Н. В. Цзеном создал при факультете психологии МГУ Проблемную лабораторию восприятия. В 1987 году создал там же первую в СССР и России кафедру когнитивных исследований.
В 1979—1981 годах работал в Лейпцигском университете на кафедре Вильгельма Вундта. В 1986 году защитил докторскую диссертацию «Функциональная организация познавательных процессов». Профессор нейропсихологии (1990, Университет Билефельда, ФРГ), экспериментальной психологии (1992, Торонтский университет, Канада), прикладных когнитивных исследований (1994, Дрезденский технический университет, ФРГ). С 1996 по 2012 годы, с перерывами, возглавлял Институт психологии труда, организационной и социальной психологии Дрезденского технического университета.
В 2008 году основал в России Институт когнитивных исследований в Национальном исследовательском центре «Курчатовский институт». С 2013 года — начальник Отделения нейрокогнитивных и социогуманитарных наук Курчатовского НБИКС-центра, заведующий кафедрой НБИК-факультета Московского физико-технического института.
Действительный член профессиональных обществ: Deutsche Gesellschaft fuer Psychologie, European Association of Cognitive Ergonomics, European Society of Cognitive Psychology, International Association of Applied Psychology (IAAP), Psychonomic Society, Cognitive Science Society. Член исполкома и президент секции прикладных когнитивных исследований IAAP (1998—2004, 2010—2014). Президент-организатор и первый президент Межрегиональной ассоциации когнитивных исследований (2004—2008). Первый психолог в истории Российской академии наук, избранный в члены РАН по одному из её естественнонаучных отделений (Отделение нанотехнологий и информационных технологий, 2008).
Первый российский психолог — стипендиат фонда Гумбольдта (Бонн). Почётный член Центра междисциплинарных исследований (Билефельдский университет, ФРГ), Совета по естественным и инженерным наукам Канады (Оттава), Японского общества по развитию науки (Токио), RIKEN Brain Science Institute (Вакоси, Токио), Университета Гранады (Гранада, Испания), фонда Конрада Лоренца и института эволюции познания Венского университета (Альтенбург, Австрия). Ведущий эксперт Немецкого научно-исследовательского общества (DFG) и Комиссии Евросоюза по новым и возникающим направлениям науки и технологий (программа NEST — New and Emerging Science and Technology). Координатор научно-исследовательских и прикладных проектов, в том числе европейских проектов NEST-Pathfinder и Networks of Excellence.
Скончался 5 января 2022 года. Похоронен в Москве на Митинском кладбище (участок 108).
Сын Борис (род. 1975) — профессор факультета психологии МГУ, профессор РАО.

## Научные труды

### Монографии
- Психология восприятия (совм. с А. Р. Лурия и В. П. Зинченко). — М.: Изд-во МГУ, 1973.
- Функциональная структура зрительной памяти. — М.: Изд-во МГУ, 1980.
- Современная когнитивная психология. — М.: Изд-во МГУ, 1982.
- Wissen und Handeln. — Berlin: Deutscher Verlag der Wissenschaften, 1988.
- Компьютеры и познание: очерки по когнитологии (совм. с А. И. Зеличенко). — М.: Наука, 1990.
- Communicating meaning: Evolution and development of language (совм. с D. M. Rumbaugh). — Mahwah, NJ: Lawrence Erlbaum, 1994.
- Human-Computer-Interaction. — Stuttgart: Teubner,1996.
- Stratification in cognition and consciousness. — Amsterdam / Philadelphia: John Benjamins, 1999.
- Когнитивная наука: Основы психологии познания. В 2-х томах. — М.: Смысл / Академия, 2006.
- Компьютеры, мозг и познание: Успехи когнитивных наук (совм. с В. Д. Соловьёвым). — М.: Наука, 2008.

### Статьи
- Исследование когнитивных функций и современные технологии // «Вестник РАН», 2010, 80(5-6), 440—446.
- Воображение : [арх. 3 января 2023] / Д. В. Никулин (Воображение в истории философии), Б. М. Величковский (Воображение в психологии и когнитивной науке) // Великий князь — Восходящий узел орбиты. — М. : Большая российская энциклопедия, 2006. — С. 701—702. — (Большая российская энциклопедия : [в 35 т.] / гл. ред. Ю. С. Осипов ; 2004—2017, т. 5). — ISBN 5-85270-334-6.
- Вундт, Вильгельм : [арх. 3 января 2023] / Величковский Б. М. // Восьмеричный путь — Германцы. — М. : Большая российская энциклопедия, 2006. — С. 98—99. — (Большая российская энциклопедия : [в 35 т.] / гл. ред. Ю. С. Осипов ; 2004—2017, т. 6). — ISBN 5-85270-335-4.
- Свобода воли / А. А. Столяров (В греческой философии), А. В. Апполонов (Эпоха Реформации), Ю. Н. Попов (Эпоха Просвещения), Б. М. Величковский (В современной науке) // Румыния — Сен-Жан-де-Люз. — М. : Большая российская энциклопедия, 2015. — С. 556—557. — (Большая российская энциклопедия : [в 35 т.] / гл. ред. Ю. С. Осипов ; 2004—2017, т. 29). — ISBN 978-5-85270-366-8.